# Bataille d'Ashdown
Pour les articles homonymes, voir Ashdown.
Invasion des îles Britanniques par les Vikings
Batailles
- Englefield
- Reading
- Ashdown
- Basing
- Meretun
- Ethandun

La bataille d'Ashdown oppose, le 8 janvier 871, l'armée du royaume anglo-saxon du Wessex aux envahisseurs vikings installés dans le nord-est de l'Angleterre. L'endroit exact du déroulement de la bataille est incertain : Ashdown (Æscesdun en vieil anglais) est généralement considéré comme le nom donné à l'ensemble du massif des Berkshire Downs, à la frontière entre les comtés du Berkshire et de l'Oxfordshire. L'armée du Wessex gagne la bataille.

## Contexte
La fin du VIIIe siècle voit se dérouler les premiers raids vikings en Angleterre. Le Wessex commence à subir des raids vikings répétés dans les années 830 et 840 et, en 851, les Vikings hivernent pour la première fois dans les îles Britanniques, sans rentrer en Scandinavie pour la saison froide. Une nouvelle phase de l'activité viking en Angleterre débute en 865, avec l'arrivée de ce que la Chronique anglo-saxonne appelle la « Grande Armée » et un mouvement de colonisation. Menée par les frères Ivar et Halfdan, cette force prend le contrôle de la Northumbrie en 867, puis de l'Est-Anglie en 869, avant de se tourner vers le Wessex. La Chronique anglo-saxonne rapporte que plusieurs batailles opposent les Ouest-Saxons aux Vikings, dont la majorité sont remportées par les seconds. Le 31 décembre 870, un contingent est défait par Æthelwulf lors de la bataille d'Englefield, mais ce dernier meurt quatre jours plus tard lord de la bataille de Reading et l'armée du roi Æthelred du Wessex et son frère Alfred est contrainte de fuir, poursuivie par les forces d'Ivar. 

## Déroulement
La bataille d'Ashdown a lieu le 8 janvier 871. Elle oppose l'armée du royaume anglo-saxon du Wessex, conduite par roi Æthelred et son frère Alfred, aux envahisseurs Danois, menés par les rois Bagsecg et Halfdan Ragnarsson.
Les Vikings arrivèrent les premiers sur le champ de bataille et se déployèrent au sud, le long du sommet de la crête, leur donnant l'avantage. Ils divisèrent leurs forces en deux contingents : l'un sous leurs rois, Bagsecg et Halfdan, l'autre sous leurs jarls. L'armée du Wessex se disposa au nord, de la même façon : le contingent est étant commandé par Æthelred et l'ouest par Alfred. Alfred décida d'avancer sur sur forces des jarls tandis qu'Æthelred refusa engager la bataille avant d'avoir entendu une messe. Alfred étira ses forces et forma un mur de boucliers ; en face, les danois se lancèrent à l'attaque. Une faction de contingent menée par Bagsecg vint renforcer le contingent des jarls. Pour que le contingent d'Alfred ne soit pas submergé, Æthelred fit avancer ses forces en direction de celles de son frère ; une partie rejoignit la mêlée tandis qu'une autre partie s'opposa aux forces de Halfdan. L'avancée d'Æthelred changea le cours de la bataille. 
Le roi Bagsecg et cinq jarls (Sidroc le Vieux, Sidroc le Jeune, Osbern, Fræna et Harold) furent tués. Face à la déroute danoise, Halfdan ordonna la retraite en direction du camp viking de Reading. Les Anglo-saxons poursuivirent les Vikings en fuite mais la nuit tombant, ils ne purent les poursuivre jusqu'à la destruction totale de l'armée Viking.

## Suites
Les Danois se retirent à Reading et après une nuit de repos et avoir regroupé leurs forces, ils se dirigèrent vers la ville royale de Basing. Æthelred les attaqua à nouveau mais son armée fut vaincue. Ivar confirma cette victoire par une seconde, en mars, à Meretun. Æthelred mourut le 23 avril 871, probablement du fait des blessures reçues lors de la bataille, et son frère Alfred lui succéda sur le trône du Wessex.